# Boston Public Garden
Der Boston Public Garden ist ein großer Park im Stadtzentrum von Boston (die Hauptstadt und größte Stadt des US-Bundesstaats Massachusetts) in direkter Nachbarschaft zum Boston Common.

## Geschichte

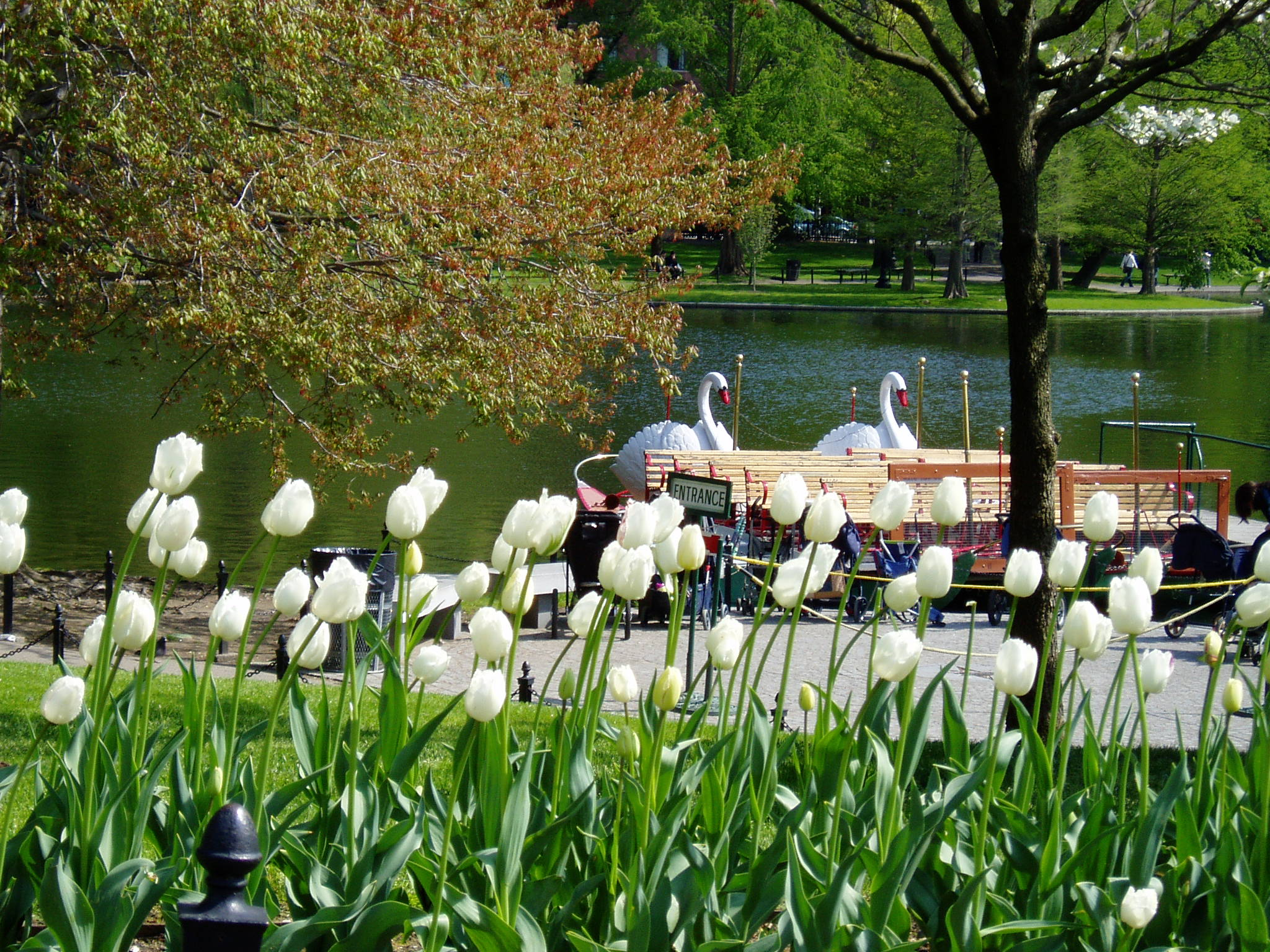
Boston Public Garden mit den berühmten Schwanenbooten

Der Park wurde als erster Botanischer Garten der Vereinigten Staaten im Jahr 1837 vom Philanthropen Horace Gray gegründet, der das Land gegen viele Widerstände von der Stadtverwaltung käuflich erwarb. Tatsächlich erhielt er erst 1856 die Baugenehmigung.
Im Oktober 1859 stellte Alderman Crane einen detaillierten Plan für den Garten der Stadtverwaltung vor, die ihn genehmigte. Bereits kurz darauf begannen die Bauarbeiten auf dem Grundstück. Noch im gleichen Jahr wurde der See fertiggestellt, 1862 konnte der schmiedeeiserne Begrenzungszaun vollendet werden. Heute gibt es an der Nordseite des Sees eine kleine Insel, die jedoch ursprünglich eine Halbinsel war. Diese war so sehr bei Liebespaaren beliebt, dass der damalige Stadtförster John Galvin beschloss, die Verbindung zum Land zu entfernen.
Die ca. 97.000 Quadratmeter große Fläche war zum Gründungszeitpunkt eine Salzwiese, die von George Meacham umgestaltet wurde. 1859 veranlasste ein Beschluss des Massachusetts General Court, dass der Garten langfristig als öffentlich zugängliche Fläche erhalten werden solle. Heute wird der Park gemeinschaftlich vom Büro des Bürgermeisters, dem Parks Department der Stadt Boston und der Förderorganisation "Friends of the Public Garden" verwaltet.
Der Park wurde 1987 als National Historic Landmark in das National Register of Historic Places aufgenommen.

## Schwanenboote

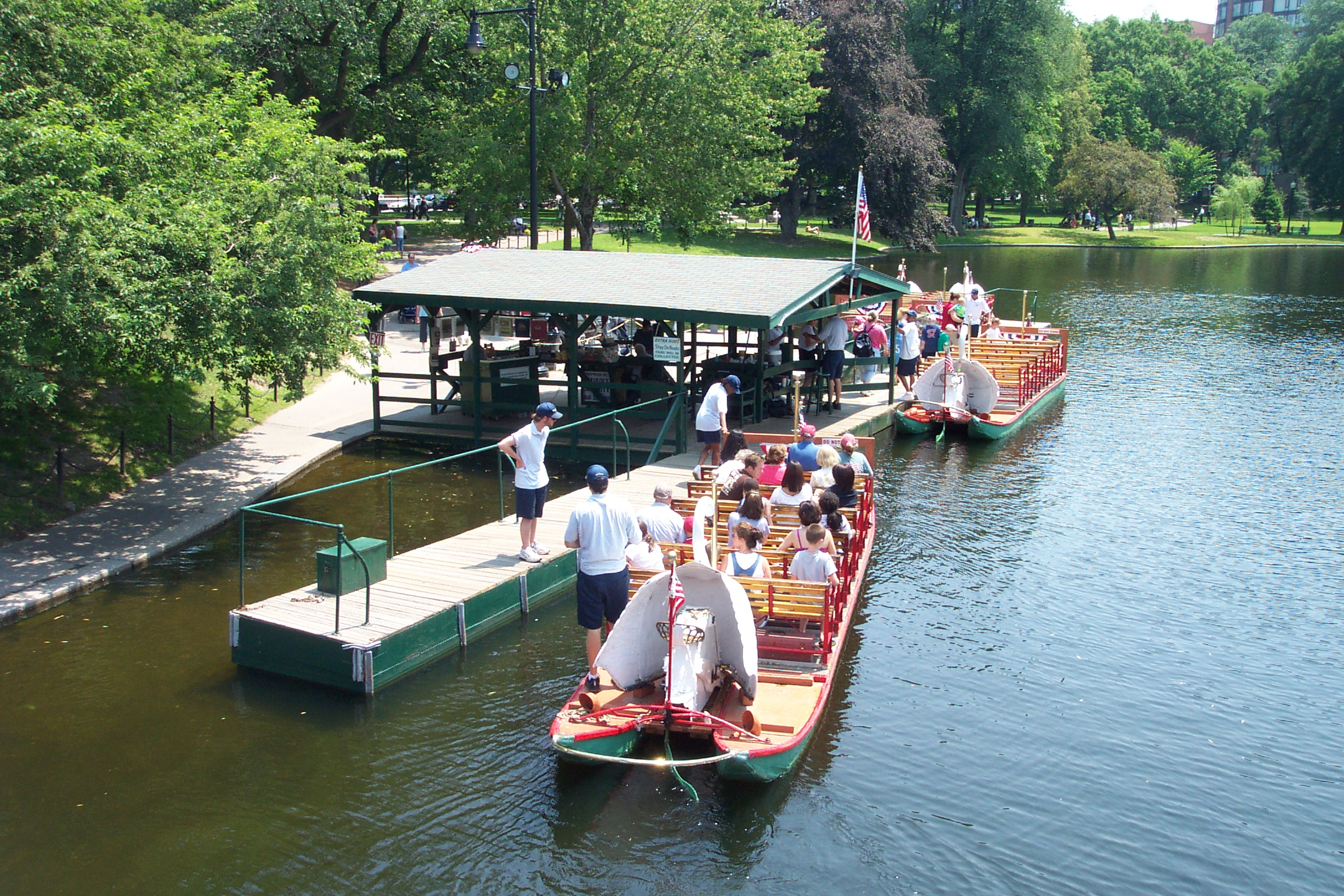
Eine Anlegestelle der Schwanenboot-Flotte im Public Garden

Bei den auf dem See des Public Garden eingesetzten Schwanenbooten handelt es sich um offene, flache Vergnügungsboote, in denen Passagiere von April bis September den See befahren können. Der Betrieb der Schwanenboote besteht bereits seit 1877 und ist im Laufe der Zeit zu einem wichtigen und überregional bekannten Bestandteil der städtischen Freizeitangebote geworden. Das ursprüngliche Design der Boote wurde durch die Oper Lohengrin inspiriert und ist bis heute nur geringfügig verändert worden. Das älteste noch in Betrieb befindliche Boot datiert aus dem Jahr 1918, das jüngste wurde 1995 gebaut. Der Antrieb erfolgt durch einen einzelnen Fahrer per Muskelkraft über einen Pedalantrieb, der ähnlich wie bei einem herkömmlichen Tretboot funktioniert.

## Sonstiges
Der Park ist Schauplatz eines der bekanntesten US-amerikanischen Kinderbücher: Make Way for Ducklings erzählt die gefährliche Reise einer Entenfamilie in den Park.